# Dalium solidum
Dalium solidum är en snäckart som beskrevs av Dall 1889. Dalium solidum ingår i släktet Dalium och familjen tunnsnäckor. Inga underarter finns listade i Catalogue of Life.